# Ukraińska Partia Rewolucyjna
Ukraińska Partia Rewolucyjna  (ukr. Революційна українська партія, RUP) – pierwsza ukraińska partia polityczna na terytorium Imperium Rosyjskiego, założona na Naddnieprzu.

## Historia
RUP powstała 11 lutego 1900 w Charkowie jako podziemna organizacja polityczna. Założycielami byli charkowscy studenci: Dmytro Antonowycz, M. Rusow, Ł. Manijewycz, B. Kamińskyj, O. Kowałenko, P. Andrijewskyj, J. Collard, D. Poznanskyj.
Pierwszy program organizacji, w którym głoszono ideę politycznej niezależności Ukrainy, napisał Mykoła Michnowśkyj, został on wydany we Lwowie pod nazwą Samostijna Ukraina. Nie było w nim mowy o problemach społeczno-ekonomicznych. Spowodowało to krytykę „skrzydła socjalistycznego”. Zarząd RUP wystąpił z krytyką programu Michnowskiego i uchwalił własny program. Oprócz silnych akcentów socjaldemokratycznych, hasło niepodległej Ukrainy zamieniono na żądanie narodowo-terytorialnej autonomii w obrębie Imperium Rosyjskiego.
Z kolei odejście od idei niepodległościowych przyśpieszyło odejście z RUP nacjonalistów-radykałów, którzy w 1902 utworzyli Ukraińską Partię Ludową.
W 1902 RUP składał się z 6 komitetów: w Kijowie, Charkowie, Czernihowie, Połtawie, Dubnie oraz komitetu Czarnomorskiego (inaczej kubańskiego).
Prawie jednocześnie z partii odeszli narodnicy z Mykytą Szapowałem i M. Zalizniakiem, którzy przyłączyli się do eserów. Z odejściem niepodległościowców RUP już w 1903 zaczęła nabierać charakteru socjaldemokratycznego.
Podczas zjazdu w grudniu 1902 przewodniczącym Komitetu Centralnego obrano J. Holicyńskiego, w skład KC weszli również W. Kozynenko i Dmytro Antonowycz. Do Zagranicznego Komitetu z siedzibą we Lwowie weszli przybyli tutaj w 1903 Wołodymyr Wynnyczenko i Dmytro Antonowycz. Od 1903 faktycznym szefem partii został Mykoła Porsz.
W styczniu 1904 z RUP wyodrębniła się Ukraińska Partia Socjalistyczna na czele z B. Jaroszewskim, która wstąpiła doń w czerwcu 1903.
W sierpniu 1904 J. Holicynskyj brał udział w Kongresie Socjalistycznej Międzynarodówki w Amsterdamie, początkowo jako przedstawiciel RUP, a następnie ze względu na opór rosyjskiej delegacji, jako członek delegacji rosyjskiej (SDRP).
Podczas I Zjazdu RUP, rozpoczętego pod koniec 1904, doszło do rozłamu w szeregach partii. Mniejszość – grupa M. Mełenewskiego i O. Skoropisa-Jołtuchowskiego, połączyła się w styczniu 1905 z rosyjskimi socjal-demokratami, i działała jako frakcja Związek Ukraiński w obrębie RSDRP do 1913.
Większość, pod przewodnictwem Mykoły Porsza, Symona Petlury i B. Sodowskiego dalej działała jako RUP, i na II Zjeździe w grudniu 1905 przyjęła nazwę Ukraińska Socjaldemokratyczna Partia Robotnicza (USDRD).
Na początku swojej działalności RUP skłaniała się do stosowania terroru i zbrojnych wystąpień przecie reżimowi carskiemu i wielkim właścicielom ziemskim, potem skupił się na organizacji strajków rolnych wśród chłopstwa Połtawszczyzny i Charkowszczyzny w 1902 i na akcji propagandowej wśród ludności chłopskiej i miejskiego proletariatu. RUP współpracował z innymi nieukraińskimi partiami socjalistycznymi na Ukrainie – żydowskim Bundem, rosyjską RSDRP, polską PPS, rosyjskimi eserowcami.
Członkowie RUP kierowali wieloma ukraińskimi partiami lewicowymi – USDRP, SWU, instytucjami URL, byli także aktywni w literaturze i nauce.
W RUP działali: Wołodymyr Doroszenko, A. Żuk, A. Nedełko-Żuk, M. Tkaczenko, Andrij Liwycki, Mykoła Liwycki, B. Matiuszenko, M. Matiuszenko-Hożenko, Wołodymyr  Czechiwśkyj, N. Hrinczenko, K. Bezkrownyj, K. Holicynska, P. Kaniwiec, J. Michura, Ł. Jurkewycz, I. Rotar, Ł. Krat, W. Mazurenko, N. Romanowycz-Tkaczenko, M. Woronyj, M. Trockyj, Mykyta Szapował.